# Kusá kolej

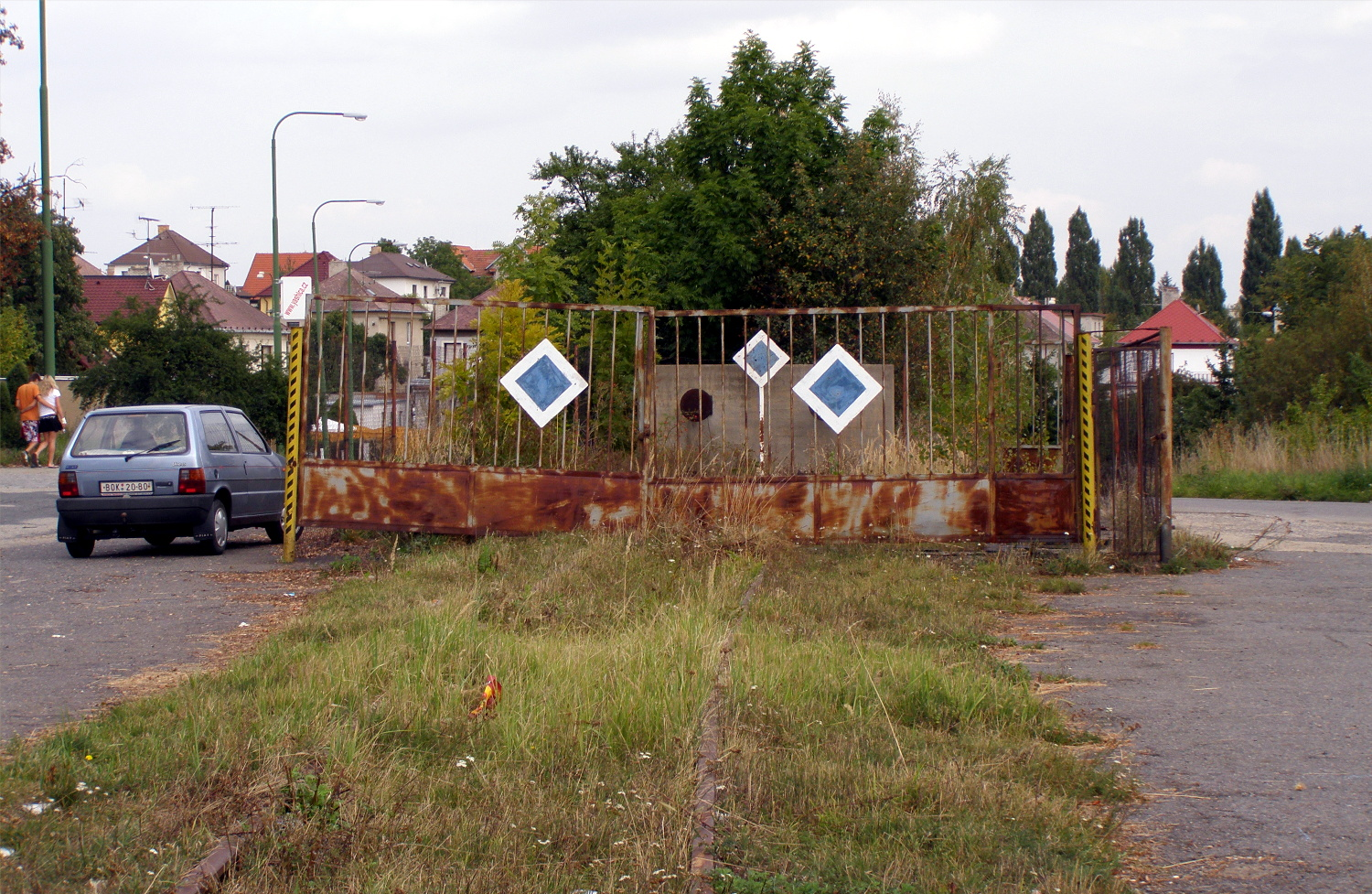
Již nepoužívaná kusá kolej na nádraží v Třebíči-Borovině se zarážedlem s návěstí posun zakázán

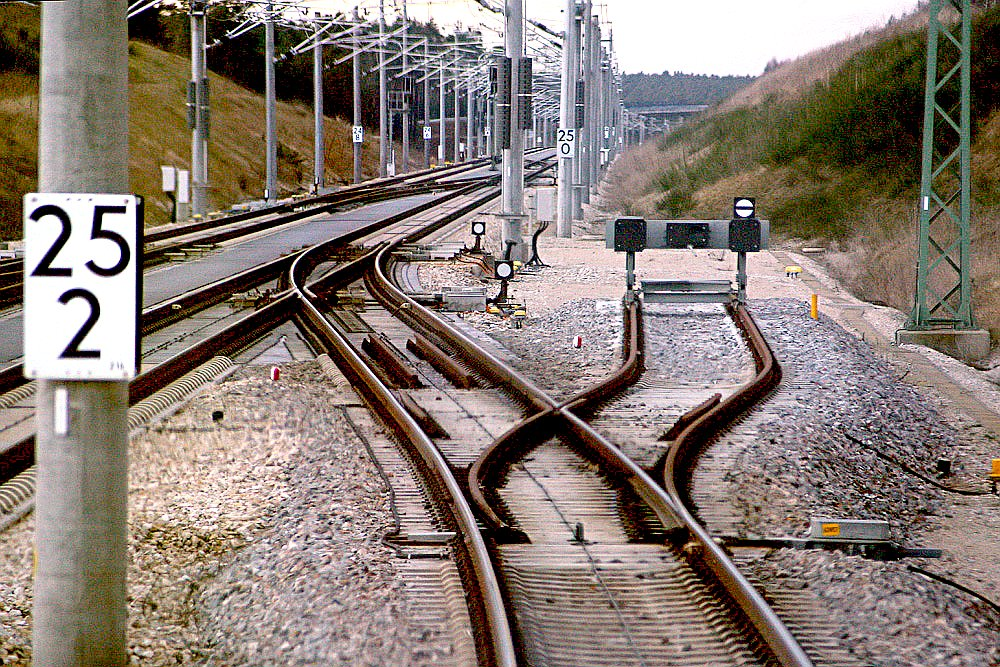
Kusá kolej s odvratnou výhybkou

Kusá kolej, nebo též slepá kolej, je kolej, která má výhybkové připojení ke kolejové síti pouze na jednom konci. Na jejím opačném konci je obvykle umístěno zarážedlo. Kusé koleje se budují ve stanicích i na vlečkách. Vlečka může mít i podobu jediné, kusé koleje. Kusé koleje se zřizují i jako odvratné, též odvratové (není-li dovolena další jízda, výhybka je přestavena z bezpečnostních důvodů na kusou kolej) a záchytné, lidově též pískové, určené především k zastavování ujetých vozů při posunu.
Mezi kusé koleje se nepočítají nájezdy na točny, přesuvny a trajekty.
Velká hlavová nádraží bývají uspořádána tak, že koleje u nástupišť jsou kusé a na nástupiště se přichází kolem zarážedel bez nutnosti přecházení kolejí nebo používání mimoúrovňových přechodů. Příkladem tohoto uspořádání je Praha Masarykovo nádraží, které je neprůjezdné (všechny koleje jsou kusé), nebo 5. a 6. nástupiště na hlavním nádraží v Brně, které je uspořádáno jako nádraží hlavové, zatímco koleje u ostatních nástupišť jsou průjezdné.
Je-li kusá kolej kolejí dopravní, musí být na konci opatřena návěstí zakazující jízdu vlaku - hlavní návěstidlo, často s jedinou návěstí stůj, 
uzávěra koleje v podobě neproměnného návěstidla, návěst Konec vlakové cesty, návěst stůj v podobě červeného terče. Manipulační koleje bývají opatřeny návěstí Stůj, kolej uzavřena nebo Posun zakázán.